# No Rules!
«No Rules!» (укр. Ніяких правил!) — пісня фінського співака Windows95man у співпраці з Генрі Пііспаненом, з якою вони представляли Фінляндію на Пісенному конкурсі Євробачення 2024 в Мальме, Швеція та посіли 19 місце з 38 балами у фіналі. Сингл є мантрою Windows95man не сприймати все надто серйозно.

## Про пісню
«No Rules» створили та написали Генрі Пііспанен, Юссі Ройне та Теему Кейстері (Windows95man). В інтерв'ю Кейстері заявляв, що пісня поширює думку, яка закликає не «сприймати все настільки серйозно», з наміром, щоб Кейстері був якомога розслабленішим під час виконання. Крім того, назва пісні посилається на мантру виконавця, яку він використовував протягом усього свого життя. Кейстері також заявив про бажання виявити природу фінських людей, які є «божевільними мелодіями глибоко всередині».

## Пісенний конкурс Євробачення 2024

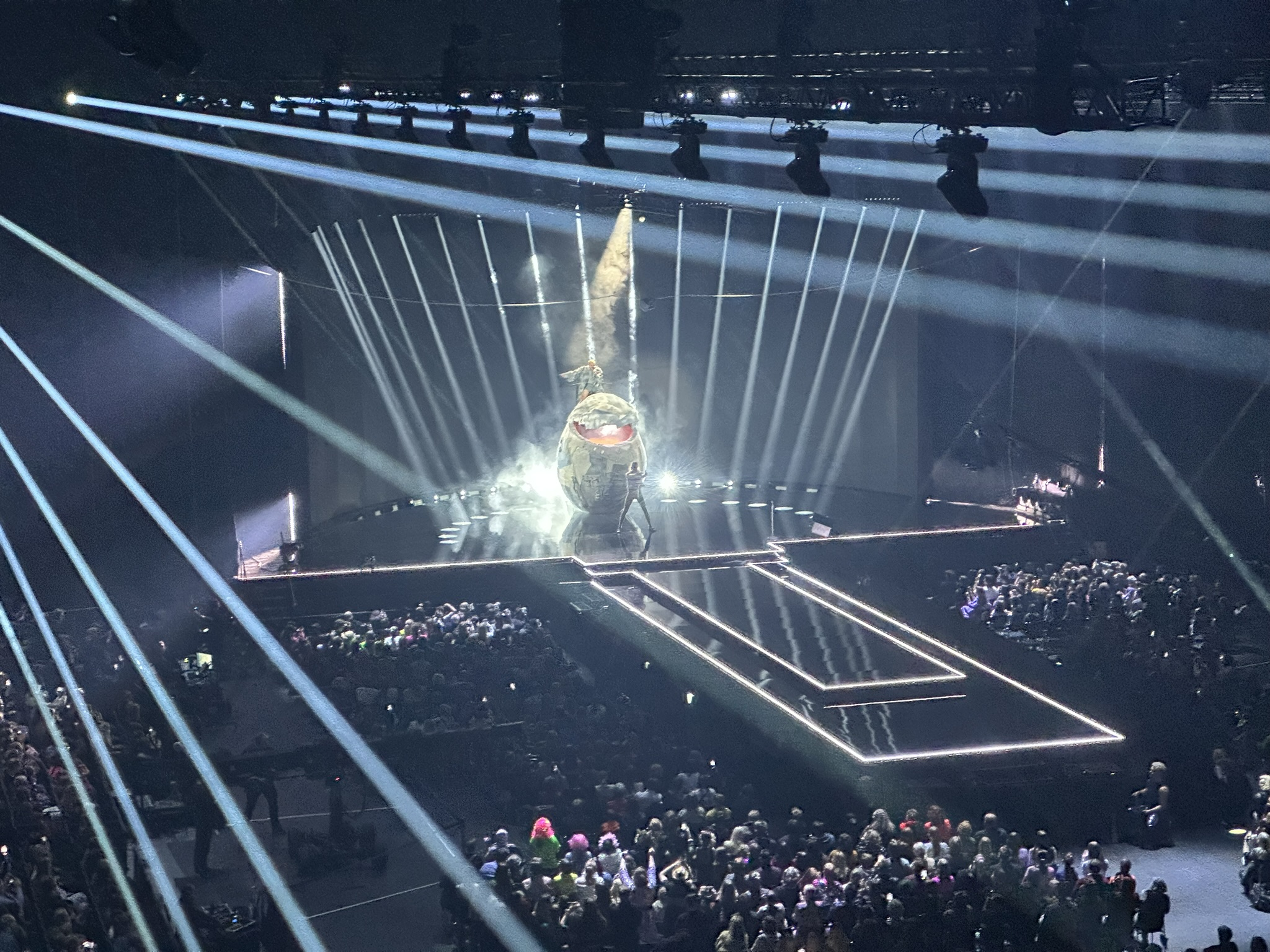
Під час виступу на UMK 2024

### Uuden Musiikin Kilpailu 2024
Фінська телерадіокомпанія Yleisradio Oy (Yle) організувала Uuden Musiikin Kilpailu 2024 (UMK) — конкурс із семи учасників, який складався з єдиного великого фіналу та був призначений для вибору учасника на Пісенний конкурс Євробачення 2024. Переможець фіналу був обраний комбінованим голосуванням 75/25 глядачів та журі відповідно.
10 січня 2024 року стало відомо, що Кейстері буде учасником UMK 2024, а «No Rules» оголосили через шість днів. У виставі виконавець вилупився з яйця, зробленого з джинсів, та був одягнений у ретро-сорочку Microsoft Windows і бейсболку. Головний виконавець пісні, Генрі Пііспанен, також з'являється на верхній частині яйця. Наближаючись до кінця виступу, Кейстері розпилює піротехніку. 
У фіналі, попри те, що «No Rules» зайняла останнє місце за результатами голосування журі, пісня перемогла в телеголосуванні з великим відривом, отримавши загальну суму 313 балів. У підсумку пісня здобула право представляти Фінляндію на Пісенному конкурсі Євробачення 2024.

### На Євробаченні
Пісенний конкурс Євробачення 2024 відбувся на Мальме-Арені в Мальме, Швеція, і складався з двох півфіналів, які пройдуть 7 і 9 травня відповідно, і фіналу 11 травня 2024 року. Під час жеребкування 30 січня 2024 року Фінляндія потрапила до другої половини першого півфіналу шоу. 

У півфіналі Windows95man і Пііспанен виступили під десятим порядковим номером і кваліфікувалися до фіналу з 7 місця, здобувши 59 балів від глядачів. У фіналі Євробачення пісня «No Rules!» посіла 19 місце з 38 балами, з яких 7 від журі й 31 від глядачів.

Фрагменти виступу на Євробаченні 2024
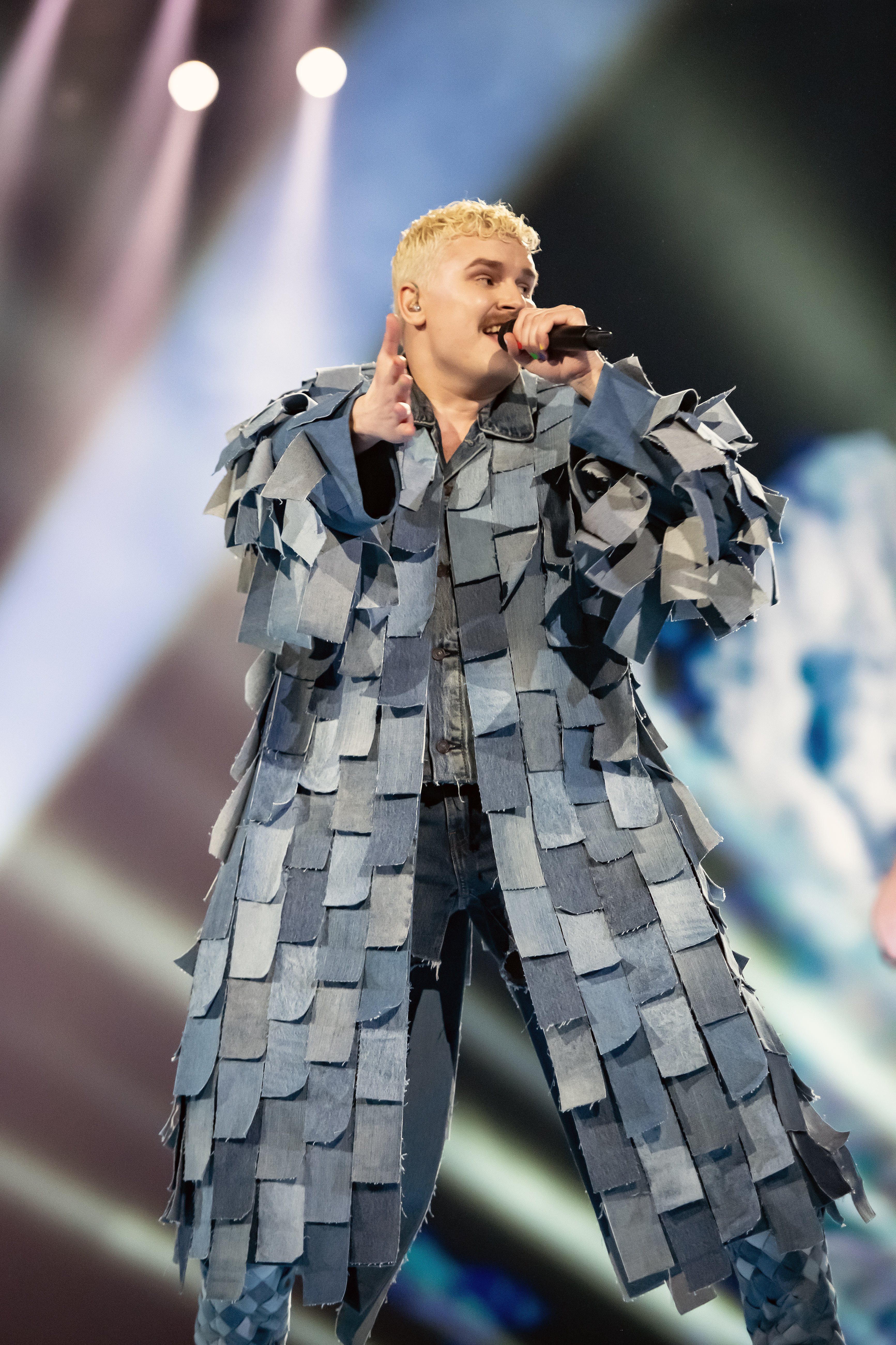
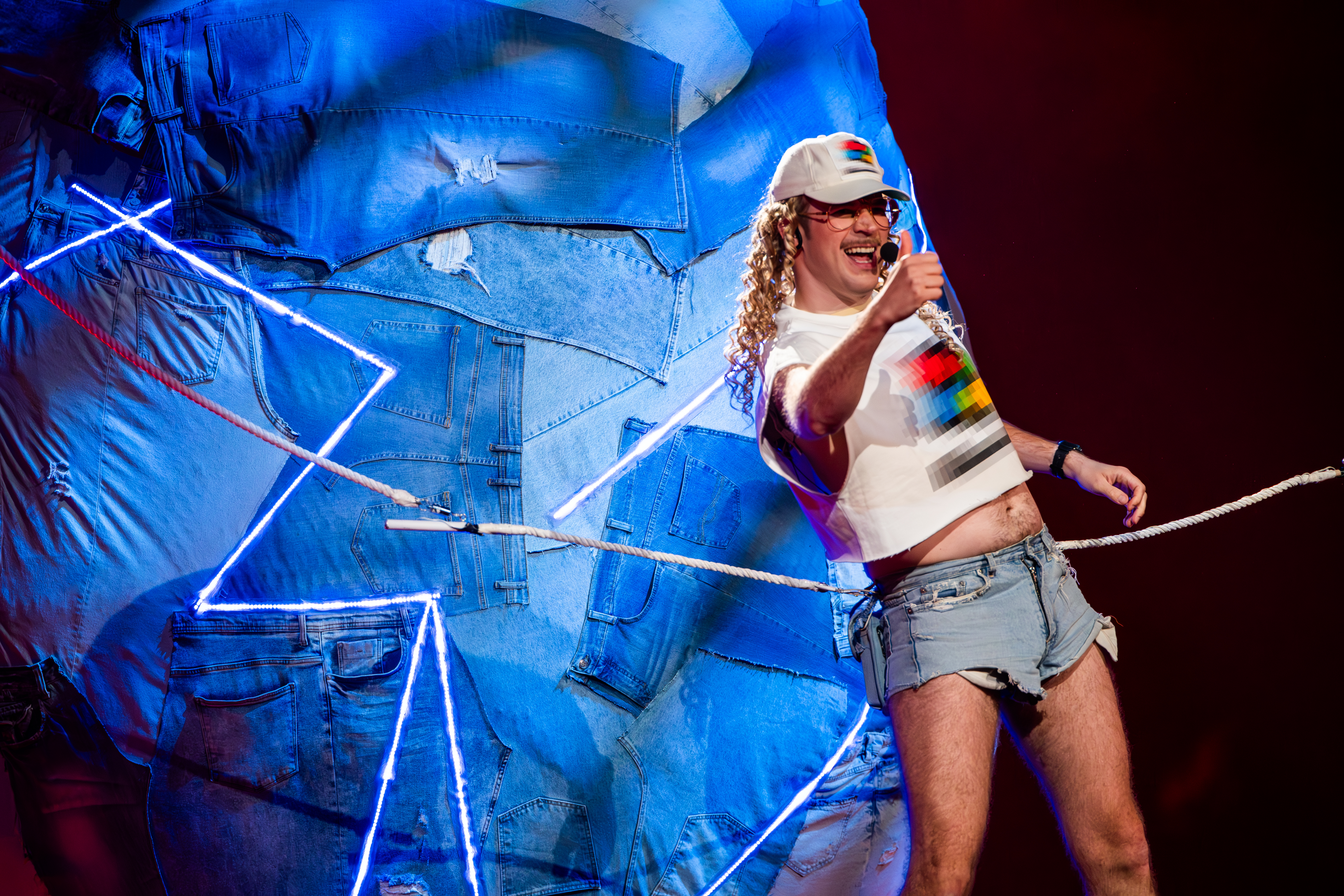
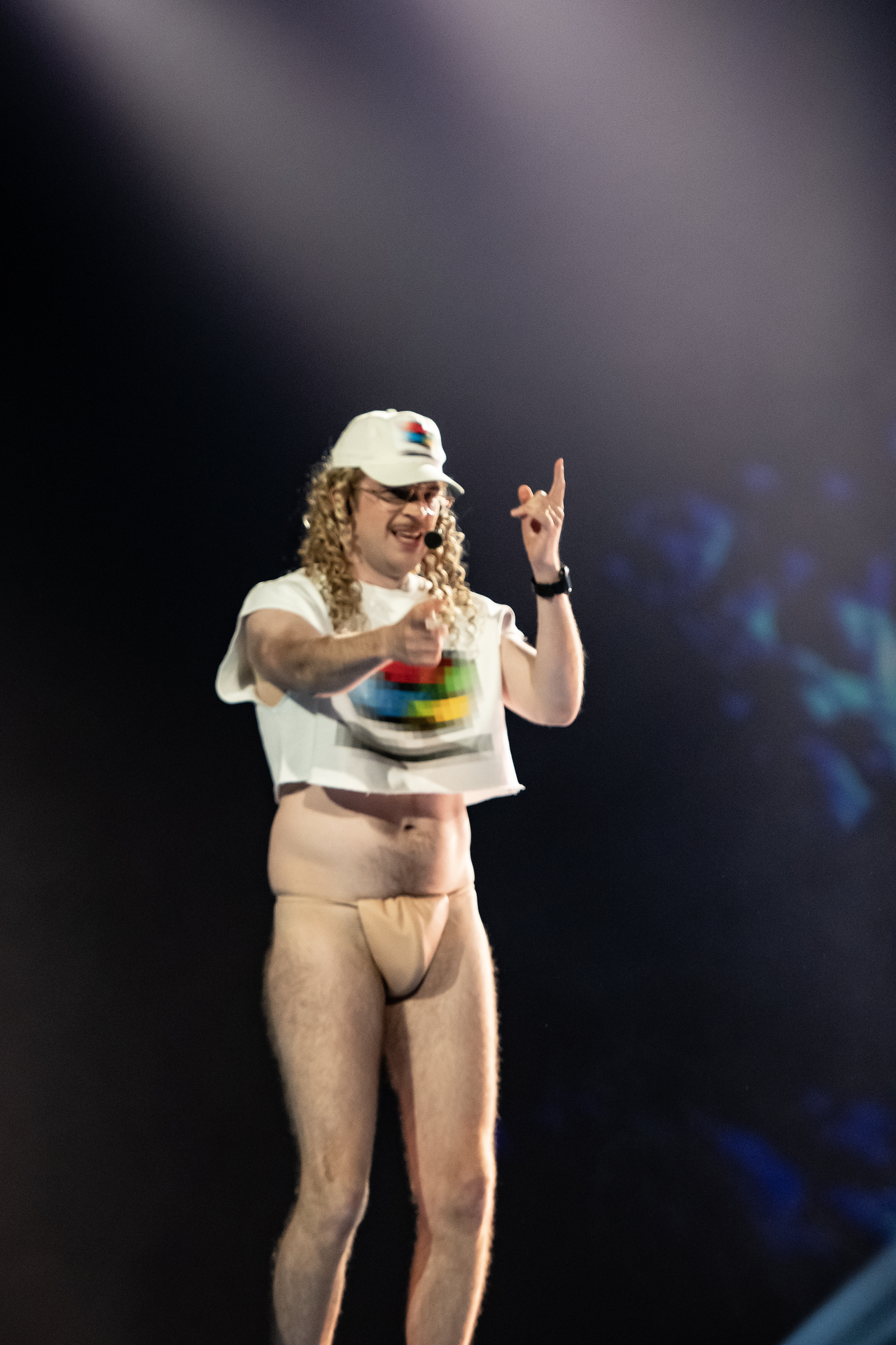
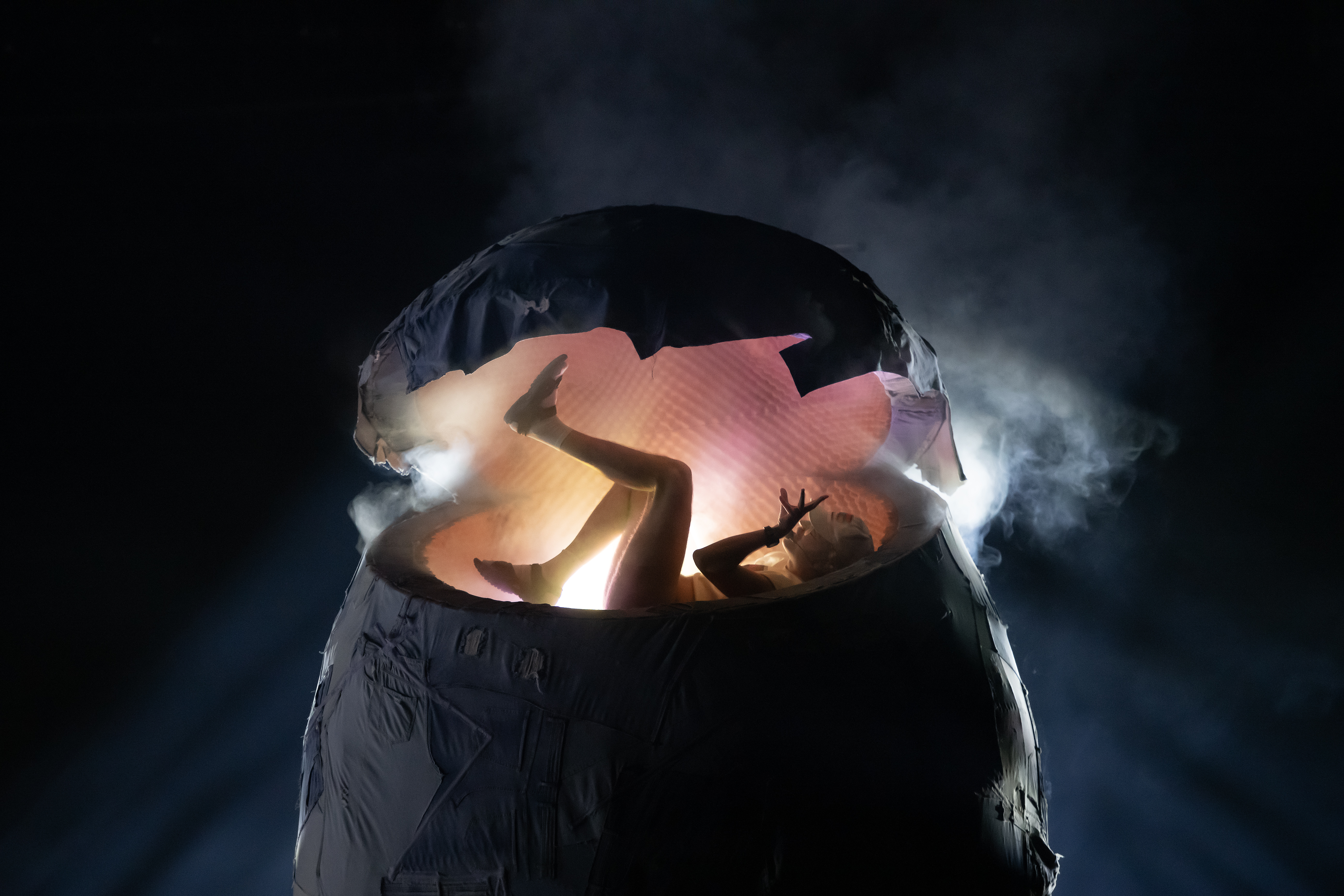
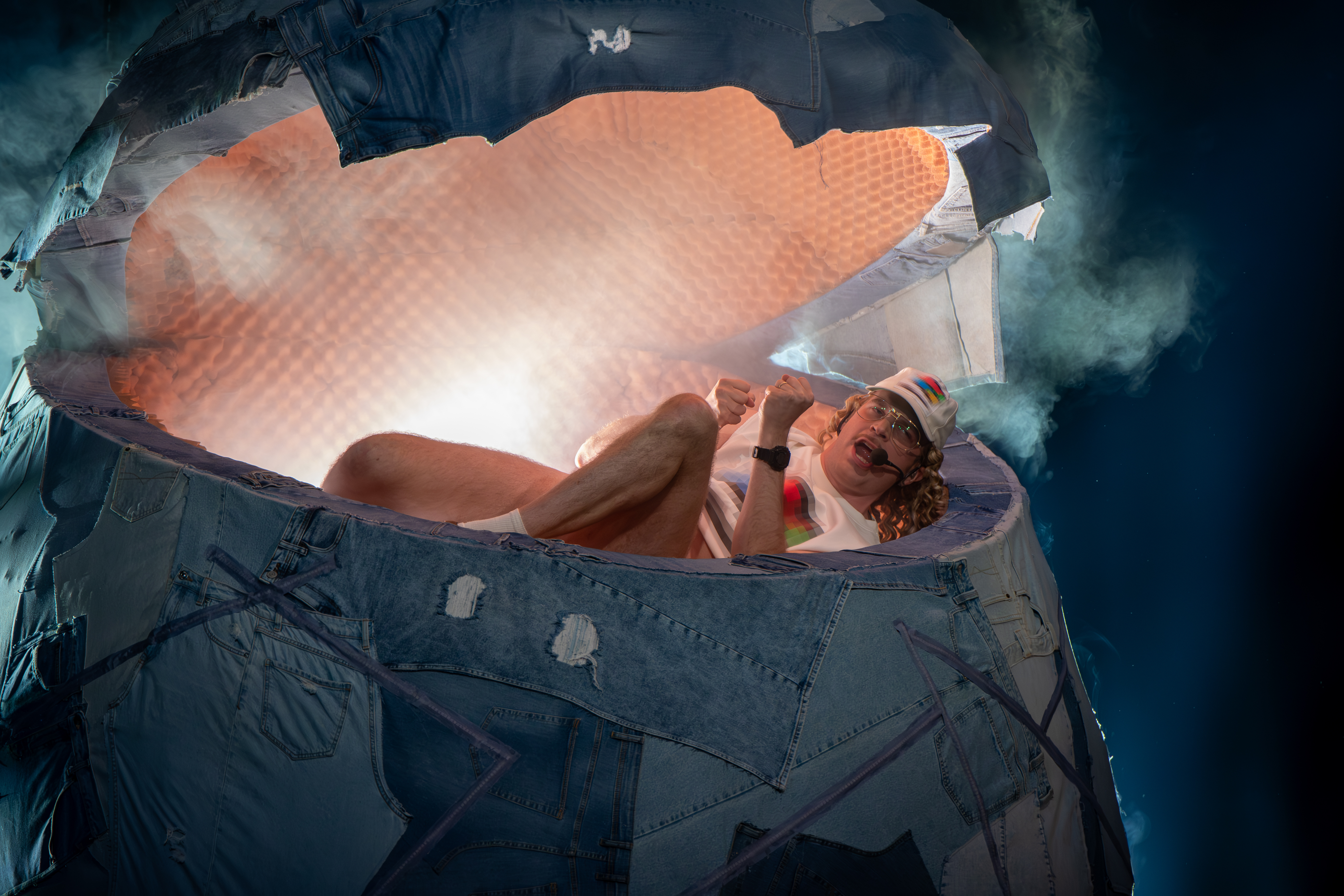
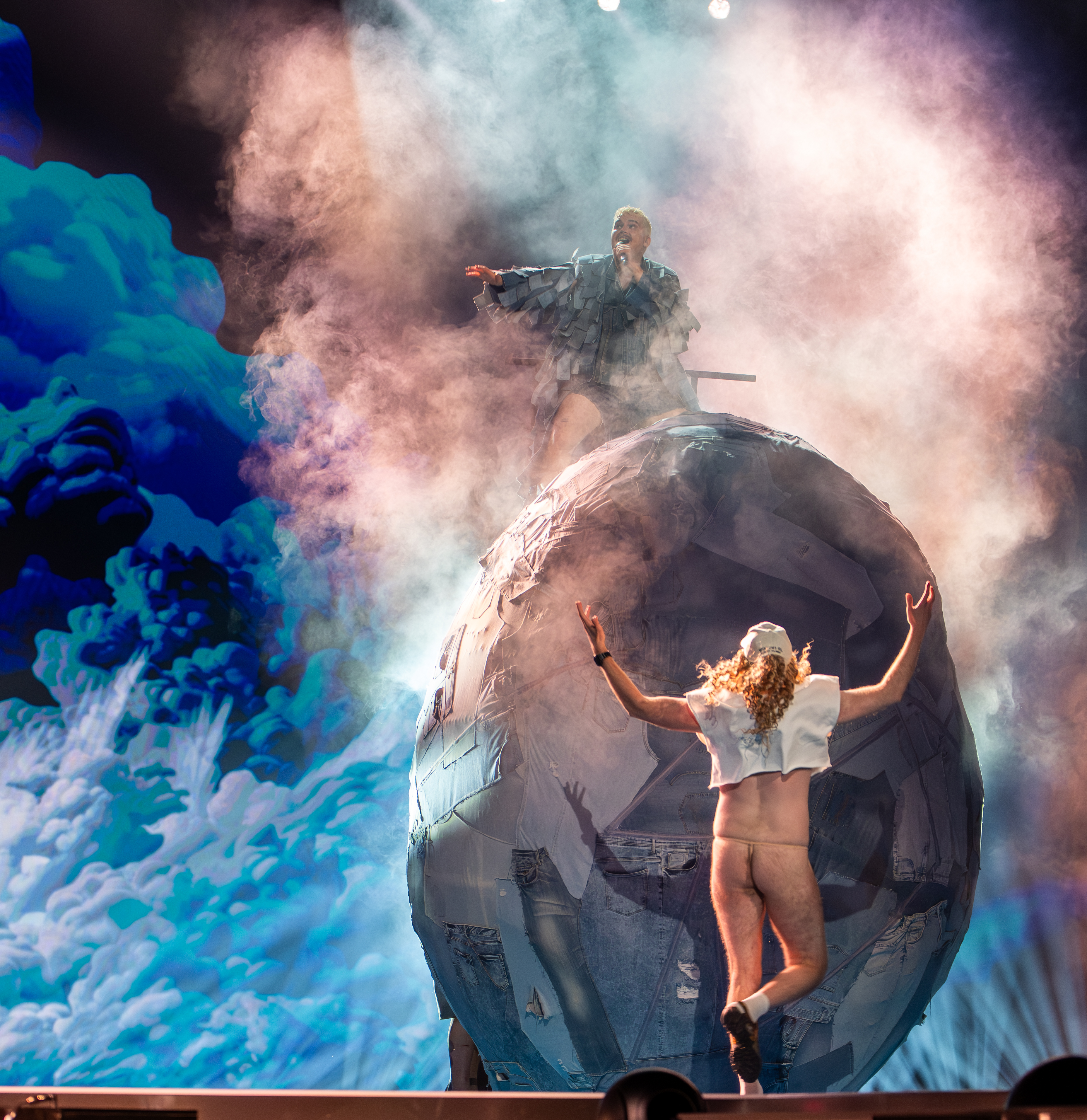
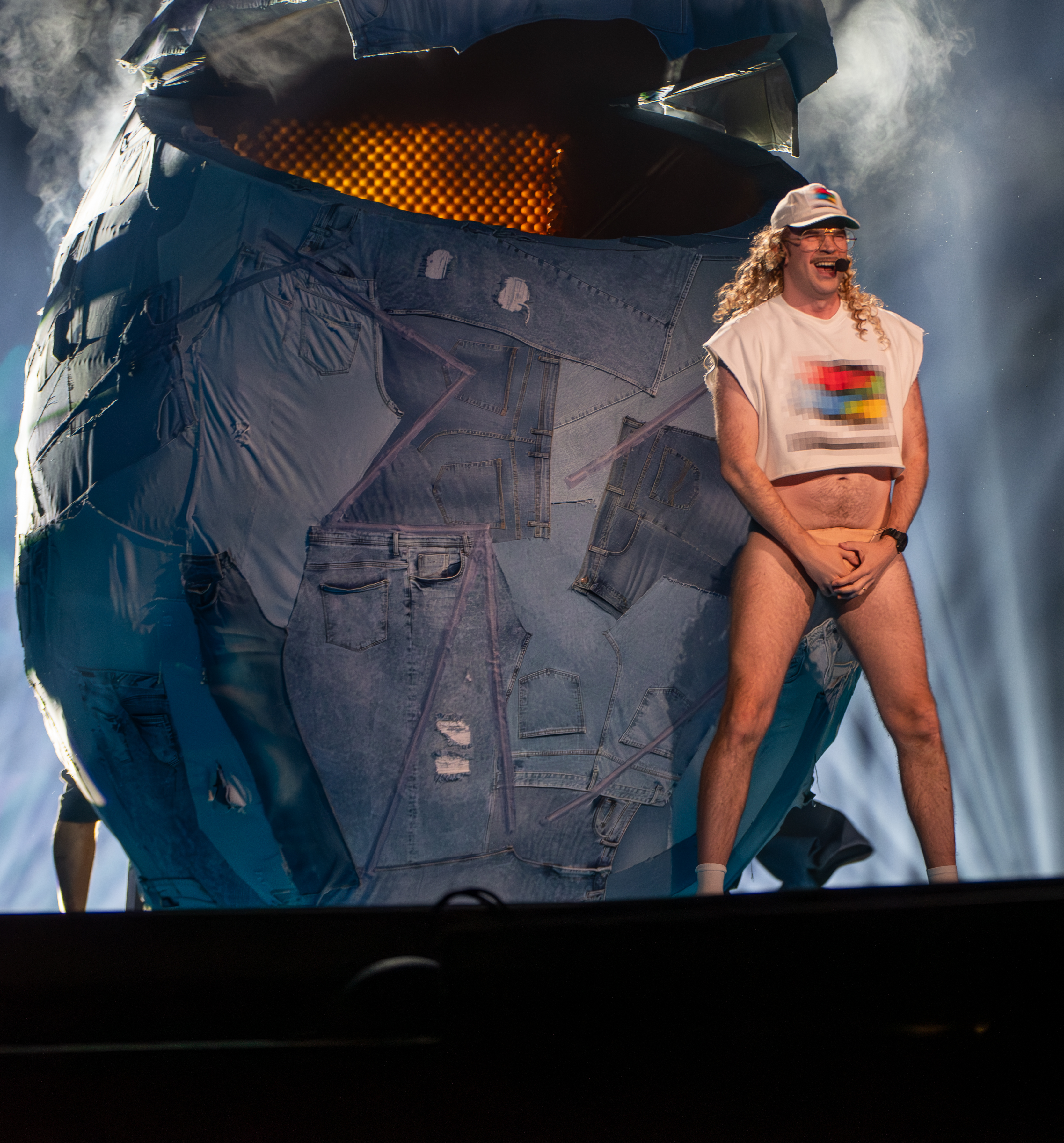
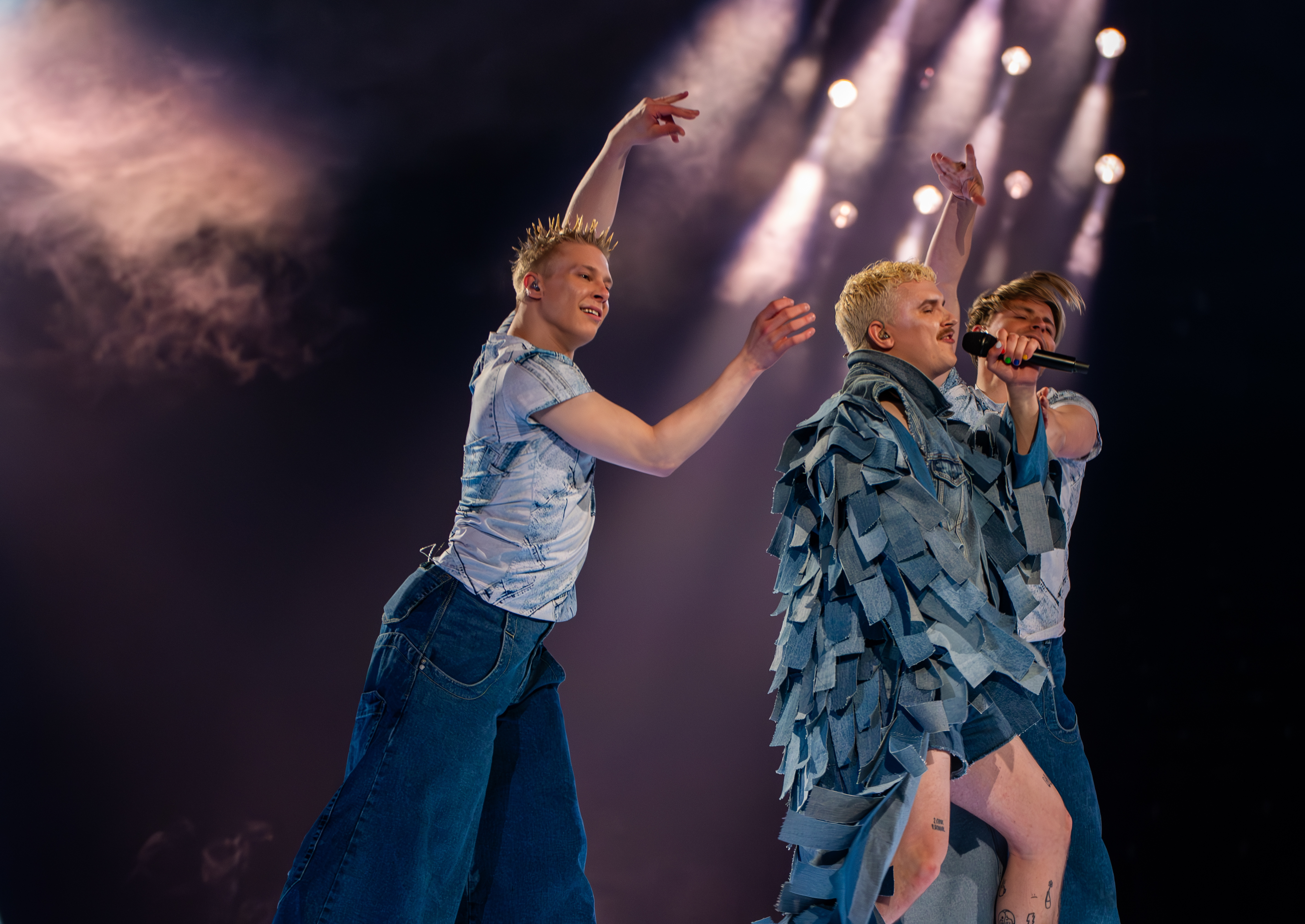
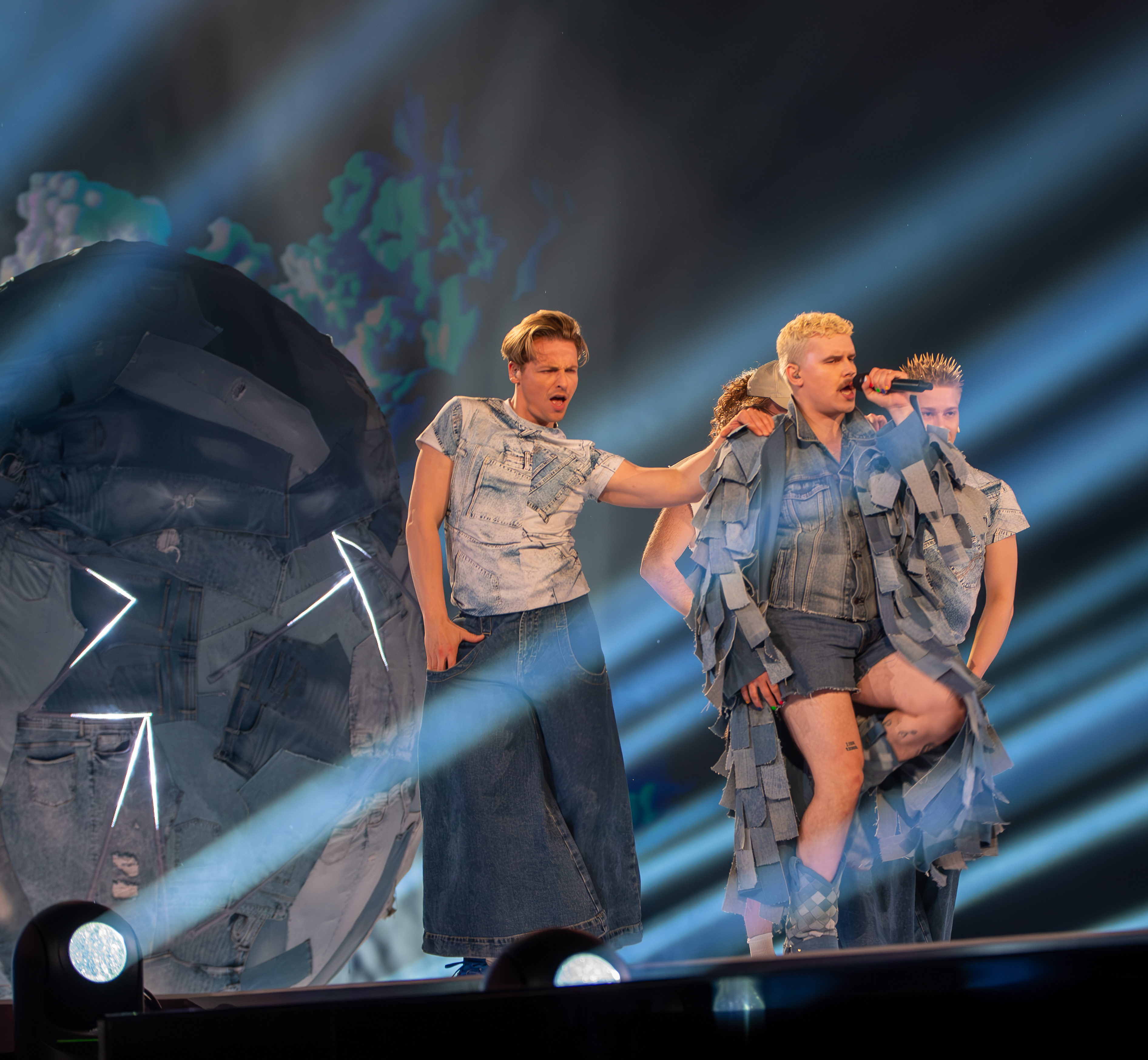
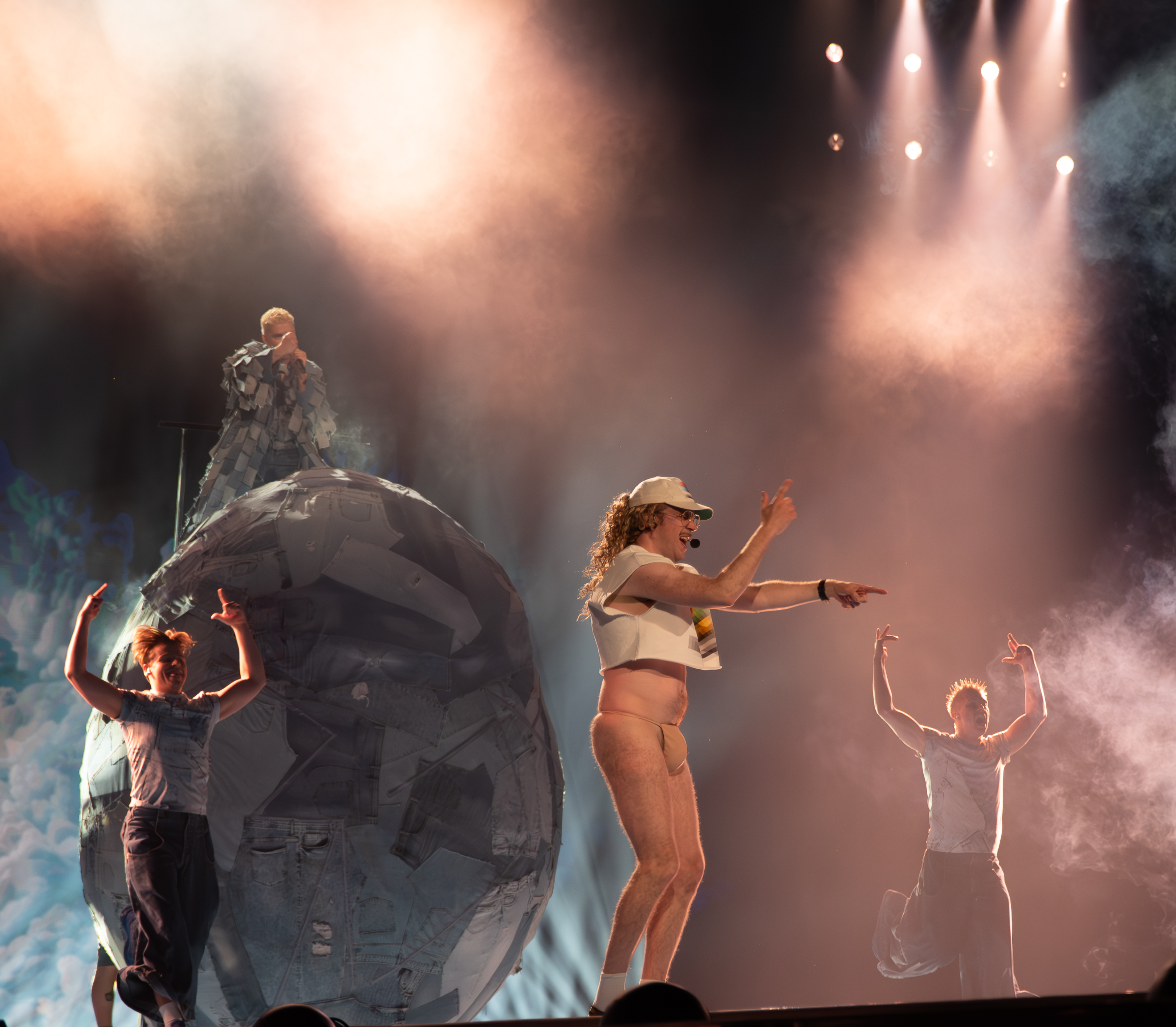
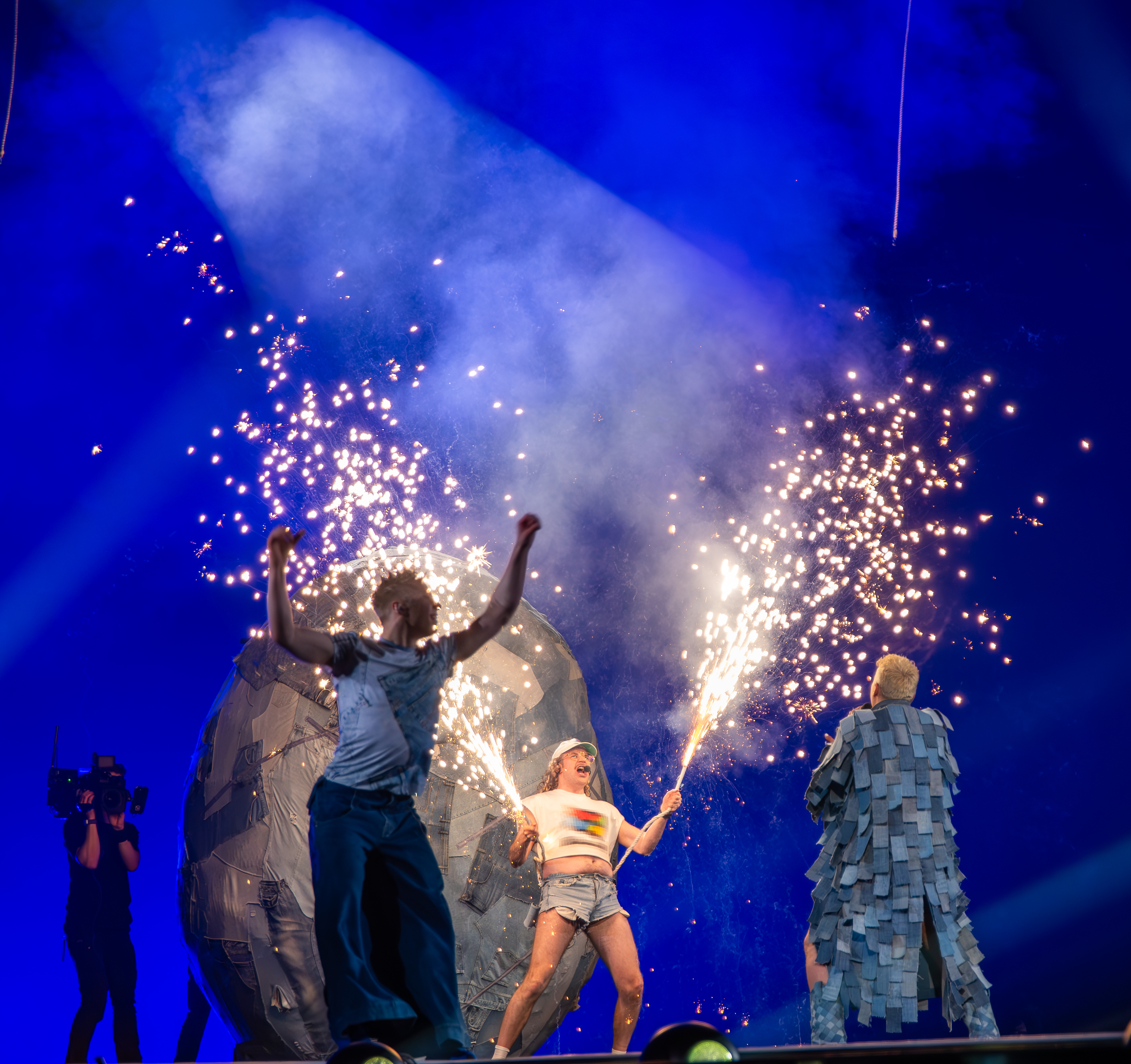
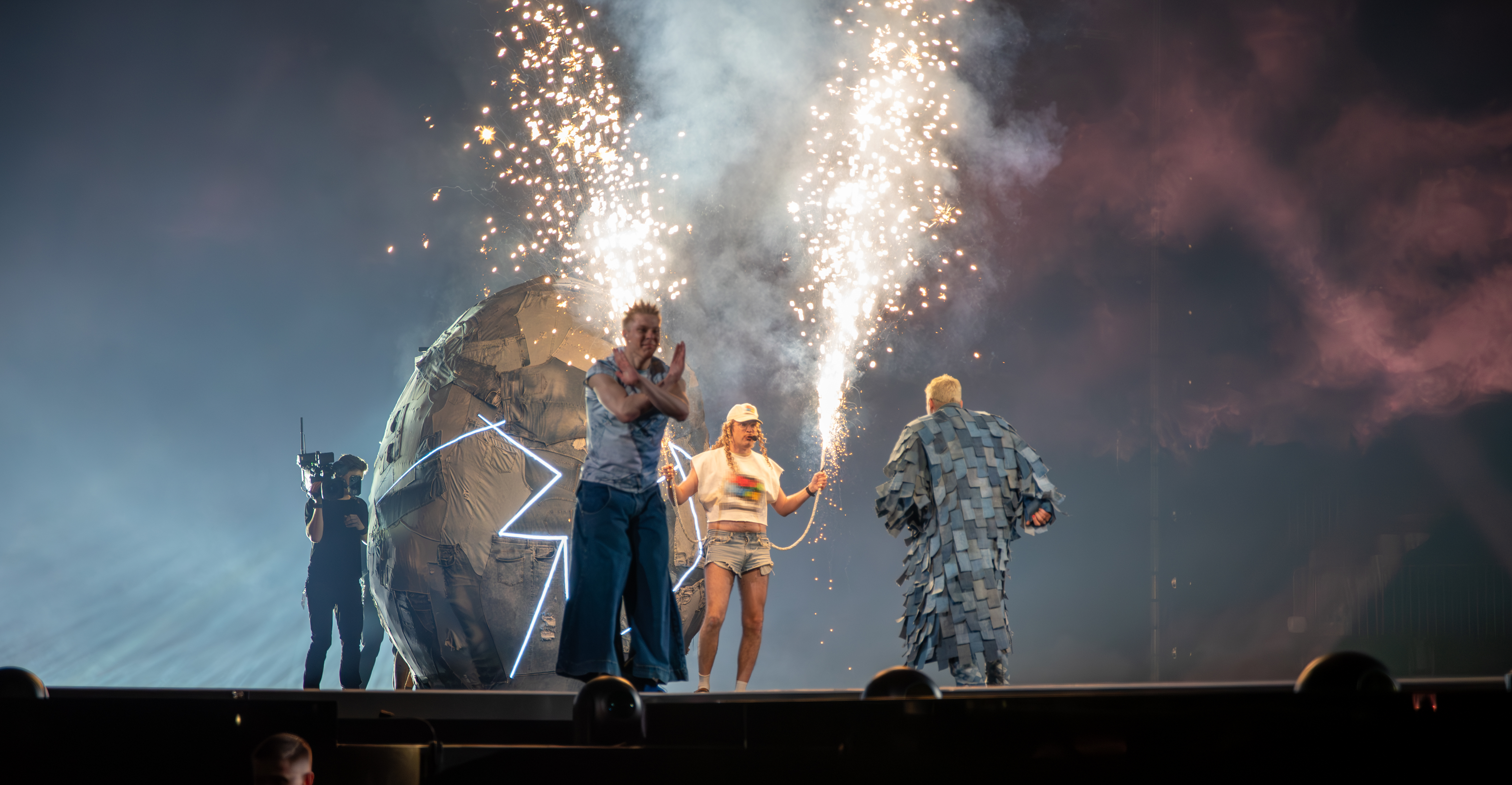

## Оцінки та критика
«No Rules» отримала різні відгуки. Бен Робертсон з ESC Insight похвалив пісню та її послання, зробивши компліменти «простоті» композиції та тому, що вона є більш «дурною» порівняно з іншими піснями, надісланими на Євробачення та заявивши, що конкурс має бути не лише про серйозні пісні.
Юусо Мааттанен з Helsingin Sanomat дав нейтральний аналіз «No Rules», заявивши, що фіни вирішили «показати середній палець [журі]… [і] потрапити на Євробачення з жартом… однак це також честь пісні, що вона звучить дуже добре».